# 圣戈登佐
圣戈登佐（義大利語：San Godenzo），是意大利佛罗伦斯省的一个市镇。总面积99.19平方公里，人口1268人，人口密度12.8人/平方公里（2009年）。ISTAT代码为048039。